# 東カザフスタン州
東カザフスタン州（ひがしカザフスタンしゅう、カザフ語: Шығыс Қазақстан облысы、英語: East Kazakhstan Region）は、中央アジアのカザフスタンの東部の州。州都はオスケメン。

## 歴史
1932年創設。
第二次世界大戦後には、州内に第45収容地区（グラーグ）などが設置され、シベリア抑留を受けた日本兵捕虜の一部約8000人（資料により差がある）が送られてきた。彼らは過酷の環境で強制労働に従事し、多くの者が命を落とした。
1997年5月3日、隣接するセミパラチンスク州（セメイ州とも）を編入した。編入後の面積は283,200平方キロメートルであった。
2022年6月8日、かつてセミパラチンスク州に属していた州西部がアバイ州として分離し、面積は1997年以前に戻った。

## 地理
東と南は中華人民共和国の新疆ウイグル自治区に、北はロシア・アルタイ共和国、西はアバイ州に接する。
主な水域はザイサン湖、エルティシ川。主な都市はオスケメンなど。

## 行政地区
2市と9地区から成る。
市
- オスケメン（ウスチ・カメノゴルスク）市
- リッデル（英語版）市

地区
- ウラン地区
- カトン・カラガイ地区
- クルチュム地区
- グルボコフ地区
- ザイサン地区（ロシア語版）
- シェモナイヒン地区
- ジャルミン地区
- ズィリャノフ地区
- タルバガタイ地区